# 85e cérémonie des Oscars

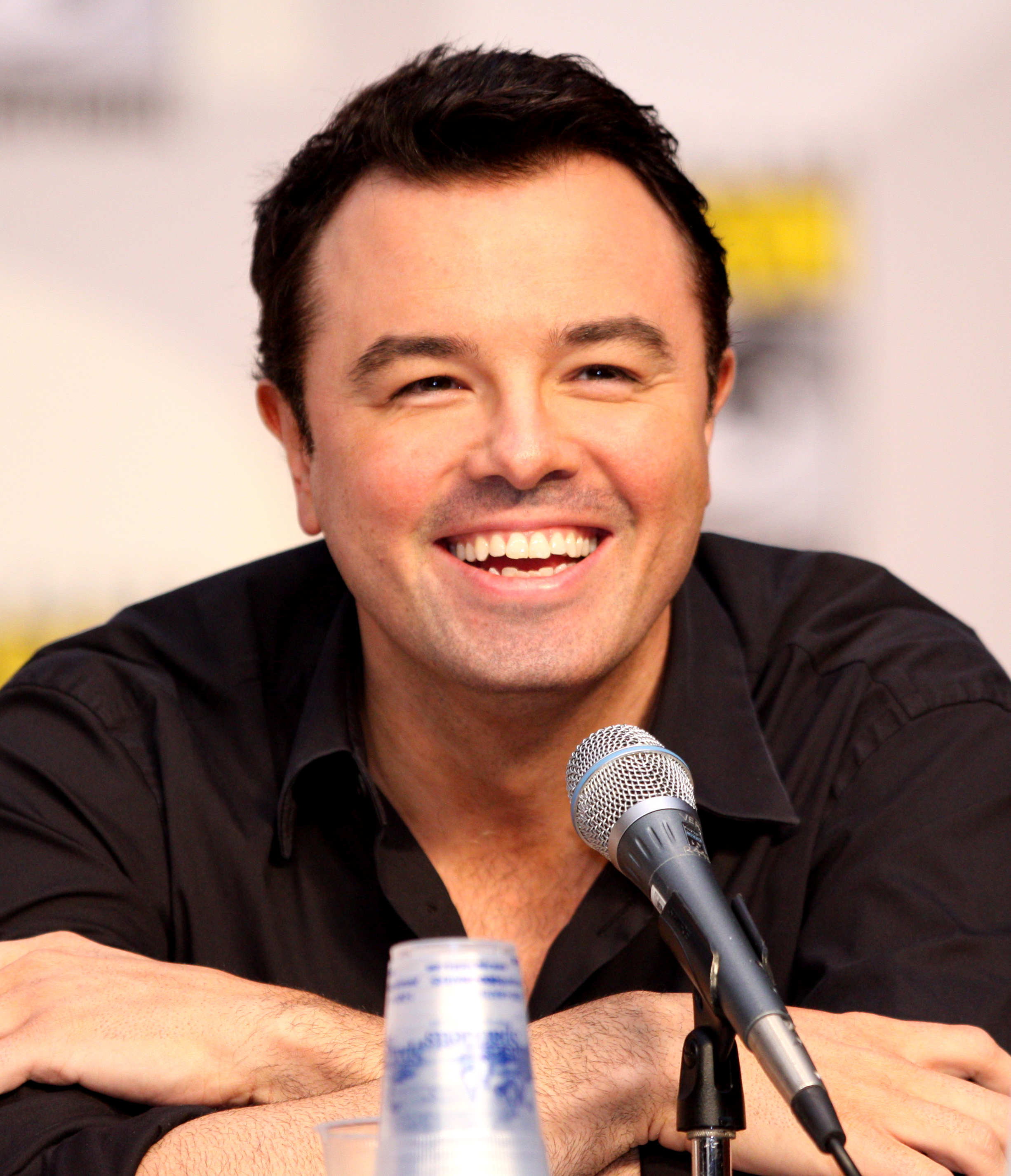
Seth MacFarlane, l'hôte de la cérémonie.

La 85e cérémonie des Oscars du cinéma (85th Academy Awards), organisée par l'Academy of Motion Picture Arts and Sciences, a eu lieu le 24 février 2013 au Dolby Theatre de Los Angeles et a récompensé les films sortis en 2012. Diffusée par ABC, elle a été présentée pour la première fois par Seth MacFarlane. En France, la cérémonie est retransmise par le réseau de télévision Canal+.
Les nominations ont été annoncées le 10 janvier 2013 par Seth MacFarlane et Emma Stone. L'affiche officielle, dessinée par Olly Moss, designer britannique, représente les 84 films oscarisés depuis le début de la cérémonie en 1928, chacun étant représenté par une statuette customisée. Pour la première fois, la cérémonie a proposé un thème : les comédies musicales.
L'Académie a consacré le film Argo avec trois Oscars dont celui du meilleur film. Le film le plus récompensé, avec quatre Oscars, est L'Odyssée de Pi, dont le réalisateur Ang Lee a remporté celui du meilleur réalisateur, alors que le film le plus nommé, Lincoln avec douze nominations, n'en remporte que deux, notamment celui du meilleur acteur pour Daniel Day-Lewis qui devient l'acteur – et l'européen – le plus récompensé de la catégorie, avec trois récompenses à son actif. L'Oscar de la meilleure actrice est décerné à Jennifer Lawrence pour son rôle dans Happiness Therapy, qui devient la seconde plus jeune actrice à en être récompensée, à tout juste 22 ans, alors qu'elle était en compétition avec la plus jeune nommée, Quvenzhané Wallis (9 ans), et la plus âgée Emmanuelle Riva (86 ans le jour de la cérémonie).
Les autres films récompensés sont Les Misérables (trois Oscars) ; Django Unchained et Skyfall (deux Oscars chacun) ; et avec un Oscar : Rebelle, Zero Dark Thirty, Anna Karénine, Sugar Man, Inocente, Curfew, Amour et Paperman,,.

## Présentateurs et intervenants
Par ordre d'apparition.
- Seth MacFarlane, hôte de la cérémonie

Présentateurs
- Octavia Spencer remet l'Oscar du meilleur acteur dans un second rôle
- Melissa McCarthy et Paul Rudd remettent les Oscars du meilleur court métrage d'animation et du meilleur film d'animation
- Reese Witherspoon introduit les trois premiers films nommés à l'Oscar du meilleur film
- Le casting du film Les Avengers (Robert Downey Jr., Chris Evans, Samuel L. Jackson, Jeremy Renner et Mark Ruffalo) remet les Oscars des meilleurs effets visuels et de la meilleure photographie
- Jennifer Aniston et Channing Tatum remettent les Oscars de la meilleure création de costumes et des meilleurs maquillages et coiffures
- Halle Berry introduit l'hommage à la musique des films de James Bond pour leurs 50 ans et le chant de Shirley Bassey
- Jamie Foxx et Kerry Washington remettent les Oscars du meilleur court métrage de fiction et du meilleur court métrage documentaire
- Liam Neeson introduit les trois films suivants nommés à l'Oscar du meilleur film
- Ben Affleck remet l'Oscar du meilleur film documentaire
- Jessica Chastain et Jennifer Garner remettent l'Oscar du meilleur film en langue étrangère
- John Travolta introduit l'hommage aux comédies musicales
- Ted et Mark Wahlberg remettent les Oscars du meilleur mixage de son et du meilleur montage de son
- Christopher Plummer remet l'Oscar de la meilleure actrice dans un second rôle
- Hawk Koch (en) (président de l'Académie) annonce la création de l'Academy Museum of Motion Pictures
- Sandra Bullock remet l'Oscar du meilleur montage
- Jennifer Lawrence introduit le chant de Adele
- Nicole Kidman introduit les trois derniers films nommés à l'Oscar du meilleur film
- Daniel Radcliffe et Kristen Stewart remettent l'Oscar des meilleurs décors
- Salma Hayek annonce les lauréats de Governors Awards
- George Clooney introduit la séquence In Memoriam pour les disparus de l'année 2012[7] et le chant de Barbra Streisand
- Le casting du film Chicago (Richard Gere, Queen Latifah, Renée Zellweger et Catherine Zeta-Jones) remet les Oscars de la meilleure musique de film et de la meilleure chanson originale
- Dustin Hoffman et Charlize Theron remettent les Oscars du meilleur scénario adapté et du meilleur scénario original
- Michael Douglas et Jane Fonda remettent l'Oscar du meilleur réalisateur
- Jean Dujardin remet l'Oscar de la meilleure actrice
- Meryl Streep remet l'Oscar du meilleur acteur
- Jack Nicholson et Michelle Obama (en duplex de la Maison-Blanche) remettent l'Oscar du meilleur film

Intervenants
- Seth MacFarlane interprète le numéro d'ouverture. Il est rejoint par :
  - William Shatner en tant que Capitaine Kirk
  - Channing Tatum et Charlize Theron pour une danse et un chant sur la musique de The Way You Look Tonight
  - le Gay Men's Chorus of Los Angeles pour la chanson We Saw Your Boobs
  - Daniel Radcliffe et Joseph Gordon-Levitt pour une danse et un chant sur la musique de High Hopes de Sinatra et Be Our Guest
- Dame Shirley Bassey interprète la chanson Goldfinger, tirée du film homonyme pour la célébration des 50 ans de la série des films de James Bond
- Les castings des films Chicago (Catherine Zeta-Jones chante All That Jazz), Dreamgirls (Jennifer Hudson chante And I Am Telling You I'm Not Going) et Les Misérables (Samantha Barks, Helena Bonham Carter, Russell Crowe, Anne Hathaway, Hugh Jackman, Eddie Redmayne, Amanda Seyfried et Aaron Tveit chantent Suddenly et One Day More) célèbrent les comédies musicales de la décennie.
- Adele interprète la chanson Skyfall, tirée du film homonyme
- Barbra Streisand interprète la chanson The Way We Were en mémoire de Marvin Hamlisch
- Norah Jones interprète la chanson Everybody Needs a Best Friend, tirée du film Ted
- Kristin Chenoweth et Seth MacFarlane interprètent le numéro de clôture
- William Ross est le chef d'orchestre et compositeur de la cérémonie

## Palmarès
Les gagnants sont indiqués ci-dessous en premier de chaque catégorie et en caractères gras.

### Meilleur film
(remis par Jack Nicholson et Michelle Obama)
La catégorie récompense les producteurs.
- Argo – Grant Heslov, Ben Affleck et George Clooney
  - Amour – Margaret Ménégoz, Stefan Arndt, Veit Heiduschka et Michael Katz
  - Les Bêtes du sud sauvage (Beasts of the Southern Wild) – Dan Janvey, Josh Penn et Michael Gottwald
  - Django Unchained – Stacey Sher, Reginald Hudlin et Pilar Savone
  - Happiness Therapy (Silver Linings Playbook) – Donna Gigliotti, Bruce Cohen et Jonathan Gordon
  - Lincoln – Steven Spielberg et Kathleen Kennedy
  - Les Misérables – Tim Bevan, Eric Fellner, Debra Hayward et Cameron Mackintosh
  - L'Odyssée de Pi (Life Of Pi) – Gil Netter, Ang Lee et David Womark
  - Zero Dark Thirty – Mark Boal, Kathryn Bigelow et Megan Ellison

### Meilleur réalisateur
(remis par Michael Douglas et Jane Fonda)
- Ang Lee pour L'Odyssée de Pi (Life Of Pi)
  - Michael Haneke pour Amour
  - David O. Russell pour Happiness Therapy (Silver Linings Playbook)
  - Steven Spielberg pour Lincoln
  - Benh Zeitlin pour Les Bêtes du sud sauvage (Beasts of the Southern Wild)

### Meilleur acteur
(remis par Meryl Streep)
- Daniel Day-Lewis pour le rôle d'Abraham Lincoln dans Lincoln
  - Bradley Cooper pour le rôle de Pat Solitano dans Happiness Therapy (Silver Linings Playbook)
  - Hugh Jackman pour le rôle de Jean Valjean dans Les Misérables
  - Joaquin Phoenix pour le rôle de Freddie Quell dans The Master
  - Denzel Washington pour le rôle de Whip Whitaker dans Flight

### Meilleure actrice
(remis par Jean Dujardin)
- Jennifer Lawrence pour le rôle de Tiffany dans Happiness Therapy (Silver Linings Playbook)
  - Jessica Chastain pour le rôle de Maya dans Zero Dark Thirty
  - Emmanuelle Riva pour le rôle d'Anne dans Amour
  - Quvenzhané Wallis pour le rôle d'Hushpuppy dans Les Bêtes du sud sauvage (Beasts of the Southern Wild)
  - Naomi Watts pour le rôle de Maria dans The Impossible (Lo imposible)

### Meilleur acteur dans un second rôle
(remis par Octavia Spencer)
- Christoph Waltz pour le rôle de Dr King Schültz dans Django Unchained
  - Alan Arkin pour le rôle de Lester Siegel dans Argo
  - Robert De Niro pour le rôle de Pat Solitano Sr dans Happiness Therapy (Silver Linings Playbook)
  - Philip Seymour Hoffman pour le rôle de Lancaster Dodd dans The Master
  - Tommy Lee Jones pour le rôle de Thaddeus Stevens dans Lincoln

### Meilleure actrice dans un second rôle
(remis par Christopher Plummer)
- Anne Hathaway pour le rôle de Fantine dans Les Misérables
  - Amy Adams pour le rôle de Mary Sue Dodd dans The Master
  - Sally Field pour le rôle de Mary Todd Lincoln dans Lincoln
  - Helen Hunt pour le rôle de Cheryl dans The Sessions
  - Jacki Weaver pour le rôle de Dolores Solitano dans Happiness Therapy (Silver Linings Playbook)

### Meilleur scénario original
(remis par Dustin Hoffman et Charlize Theron)
- Django Unchained – Quentin Tarantino
  - Amour – Michael Haneke
  - Flight – John Gatins
  - Moonrise Kingdom – Roman Coppola et Wes Anderson
  - Zero Dark Thirty – Mark Boal

### Meilleur scénario adapté
(remis par Dustin Hoffman et Charlize Theron)
- Argo – Chris Terrio
  - Les Bêtes du sud sauvage (Beasts of the Southern Wild) – Lucy Alibar et Benh Zeitlin
  - Happiness Therapy (Silver Linings Playbook) – David O. Russell
  - Lincoln – Tony Kushner
  - L'Odyssée de Pi (Life Of Pi) – David Magee

### Meilleurs décors
(remis par Daniel Radcliffe et Kristen Stewart)
- Lincoln – Rick Carter et Jim Erickson
  - Anna Karénine (Anna Karenina) – Sarah Greenwood et Katie Spencer
  - Le Hobbit : Un voyage inattendu (The Hobbit: An Unexpected Journey) – Dan Hennah, Ra Vincent et Simon Bright
  - Les Misérables* – Eve Stewart et Anna Lynch-Robinson
  - L'Odyssée de Pi (Life of Pi) – David Gropman et Anna Pinnock

### Meilleurs costumes
(remis par Jennifer Aniston et Channing Tatum)
- Anna Karénine (Anna Karenina) – Jacqueline Durran
  - Blanche-Neige (Mirror, Mirror) – Eiko Ishioka
  - Blanche-Neige et le Chasseur (Snow White and the Huntsman) – Colleen Atwood
  - Lincoln – Joanna Johnston
  - Les Misérables – Paco Delgado

### Meilleurs maquillages et coiffures
(remis par Jennifer Aniston et Channing Tatum)
- Les Misérables – Lisa Westcott et Julie Dartnell
  - Hitchcock – Peter Montagna, Martin Samuel et Howard Berger
  - Le Hobbit : Un voyage inattendu (The Hobbit: An Unexpected Journey) – Peter Swords King, Tami Lane et Rick Findlater

### Meilleure photographie
(remis par Robert Downey Jr.,  Chris Evans, Samuel L. Jackson, Jeremy Renner et Mark Ruffalo)
- L'Odyssée de Pi (Life of Pi) – Claudio Miranda
  - Anna Karénine (Anna Karenina) – Seamus McGarvey
  - Django Unchained – Robert Richardson
  - Lincoln – Janusz Kamiński
  - Skyfall – Roger Deakins

### Meilleur montage
(remis par Sandra Bullock)
- Argo – William Goldenberg
  - Lincoln – Michael Kahn
  - L'Odyssée de Pi (Life of Pi) – Tim Squyres
  - Happiness Therapy (Silver Linings Playbook) – Jay Cassidy et Crispin Struthers
  - Zero Dark Thirty – Dylan Tichenor et William Goldenberg

### Meilleur montage de son
(remis par Mark Wahlberg et Ted)
(ex æquo)
- Zero Dark Thirty – Paul N. J. Ottosson
- Skyfall – Per Hallberg et Karen Baker Landers
  - Argo – Erik Aadahl et Ethan Van der Ryn
  - Django Unchained – Wylie Stateman
  - L'Odyssée de Pi (Life of Pi) – Eugene Gearty et Philip Stockton

### Meilleur mixage de son
(remis par Mark Wahlberg et Ted)
- Les Misérables – Andy Nelson, Mark Paterson et Simon Hayes
  - Argo – John Reitz, Gregg Rudloff et Jose Antonio Garcia
  - Lincoln – Andy Nelson, Gary Rydstrom et Ronald Judkins
  - L'Odyssée de Pi (Life of Pi) – Ron Bartlett, D.M. Hemphill et Drew Kunin
  - Skyfall – Scott Millan, Greg P. Russell et Stuart Wilson

### Meilleurs effets visuels
(remis par Robert Downey Jr., Chris Evans, Samuel L. Jackson, Jeremy Renner et Mark Ruffalo)
- L'Odyssée de Pi (Life of Pi) – Bill Westenhofer, Guillaume Rocheron et Erik-Jan De Boer
  - Avengers (The Avengers) – Janek Sirrs, Jeff White, Guy Williams et Dan Sudick
  - Blanche-Neige et le Chasseur (Snow White and the Huntsman) – Cédric Nicolas-Troyan, Philip Brennan, Neil Corbould et Michael Dawson
  - Le Hobbit : Un voyage inattendu (The Hobbit: An Unexpected Journey) – Joe Letteri, Eric Saindon, David Clayton et R. Christopher White
  - Prometheus – Charley Henley, Martin Hill, Richard Stammers et Trevor Wood

### Meilleure chanson originale
(remis par Richard Gere, Queen Latifah, Renée Zellweger et Catherine Zeta-Jones)
- Skyfall dans Skyfall – Paroles et musique : Adele et Paul Epworth
  - Before My Time dans Chasing Ice – Paroles et musique : J. Ralph
  - Everybody Needs a Best Friend dans Ted – Paroles : Seth MacFarlane ; musique : Walter Murphy
  - Pi's Lullaby dans L'Odyssée de Pi (Life of Pi) – Paroles : Bombay Jayashri ; musique : Mychael Danna
  - Suddenly dans Les Misérables – Paroles : Herbert Kretzmer et Alain Boublil ; musique : Claude-Michel Schönberg

### Meilleure musique de film
(remis par Richard Gere, Queen Latifah, Renée Zellweger et Catherine Zeta-Jones)
- L'Odyssée de Pi (Life of Pi) – Mychael Danna
  - Anna Karénine (Anna Karenina) – Dario Marianelli
  - Argo – Alexandre Desplat
  - Lincoln – John Williams
  - Skyfall – Thomas Newman

### Meilleur film en langue étrangère
(remis par Jessica Chastain et Jennifer Garner)
- Amour de Michael Haneke  Autriche[9] (en français)
  - Kon-Tiki de Joachim Rønning et Espen Sandberg  Norvège (en norvégien)
  - No de Pablo Larraín  Chili (en espagnol)
  - Rebelle de Kim Nguyen  Canada (en français)
  - Royal Affair (En kongelig affære) de Nikolaj Arcel  Danemark (en danois)

### Meilleur film d'animation
(remis par Melissa McCarthy et Paul Rudd)
- Rebelle (Brave)
  - L'Étrange Pouvoir de Norman (ParaNorman)
  - Frankenweenie
  - Les Mondes de Ralph (Wreck-it Ralph)
  - Les Pirates ! Bons à rien, mauvais en tout (The Pirates! Band of Misfits)

### Meilleur documentaire
(remis par Ben Affleck)
- Sugar Man (Searching For Sugar Man)
  - Cinq Caméras brisées (חמש מצלמות שבורות ; خمس كاميرات محطمة)
  - The Gatekeepers (שומרי הסף)
  - How to Survive a Plague
  - The Invisible War

### Meilleur court métrage (prises de vues réelles)
(remis par Jamie Foxx et Kerry Washington)
- Curfew
  - Asad
  - Buzkashi Boys
  - Dood van een schaduw (Mort d'une ombre)
  - Henry

### Meilleur court métrage (documentaire)
(remis par Jamie Foxx et Kerry Washington)
- Inocente
  - Kings Point
  - Mondays at Racine
  - Open Heart (en) de Kief Davidson et Cori Shepherd Stern
  - Redemption

### Meilleur court métrage (animation)
(remis par Melissa McCarthy et Paul Rudd)
- Paperman
  - Adam and Dog
  - Fresh Guacamole
  - Head over Heels
  - Dure journée pour Maggie (The Longest Daycare)

### Oscars spéciaux
(présentés par Salma Hayek)
Remis au cours de la 4e cérémonie des Governors Awards le 1er décembre 2012.

#### Oscars d'honneur
- D. A. Pennebaker
- Hal Needham
- George Stevens Jr.

#### Jean Hersholt Humanitarian Award
- Jeffrey Katzenberg

## Statistiques

### Nominations multiples
- 12 : Lincoln
- 11 : L'Odyssée de Pi
- 8 : Happiness Therapy, Les Misérables
- 7 : Argo
- 5 : Amour, Django Unchained, Skyfall, Zero Dark Thirty
- 4 : Anna Karénine, Les Bêtes du sud sauvage
- 3 : Le Hobbit : Un voyage inattendu, The Master
- 2 : Flight, Blanche-Neige et le Chasseur

### Récompenses multiples
- 4 / 11 : L'Odyssée de Pi
- 3 / 8 : Les Misérables
- 3 / 7 : Argo
- 2 / 12 : Lincoln
- 2 / 5 : Django Unchained
- 2 / 5 : Skyfall

### Les grands perdants
- 1 / 8 : Happiness Therapy
- 1 / 5 : Amour
- 1 / 5 : Zero Dark Thirty
- 0 / 4 : Anna Karénine
- 0 / 4 : Les Bêtes du sud sauvage
- 0 / 3 : Le Hobbit : Un voyage inattendu
- 0 / 3 : The Master

## Accueil

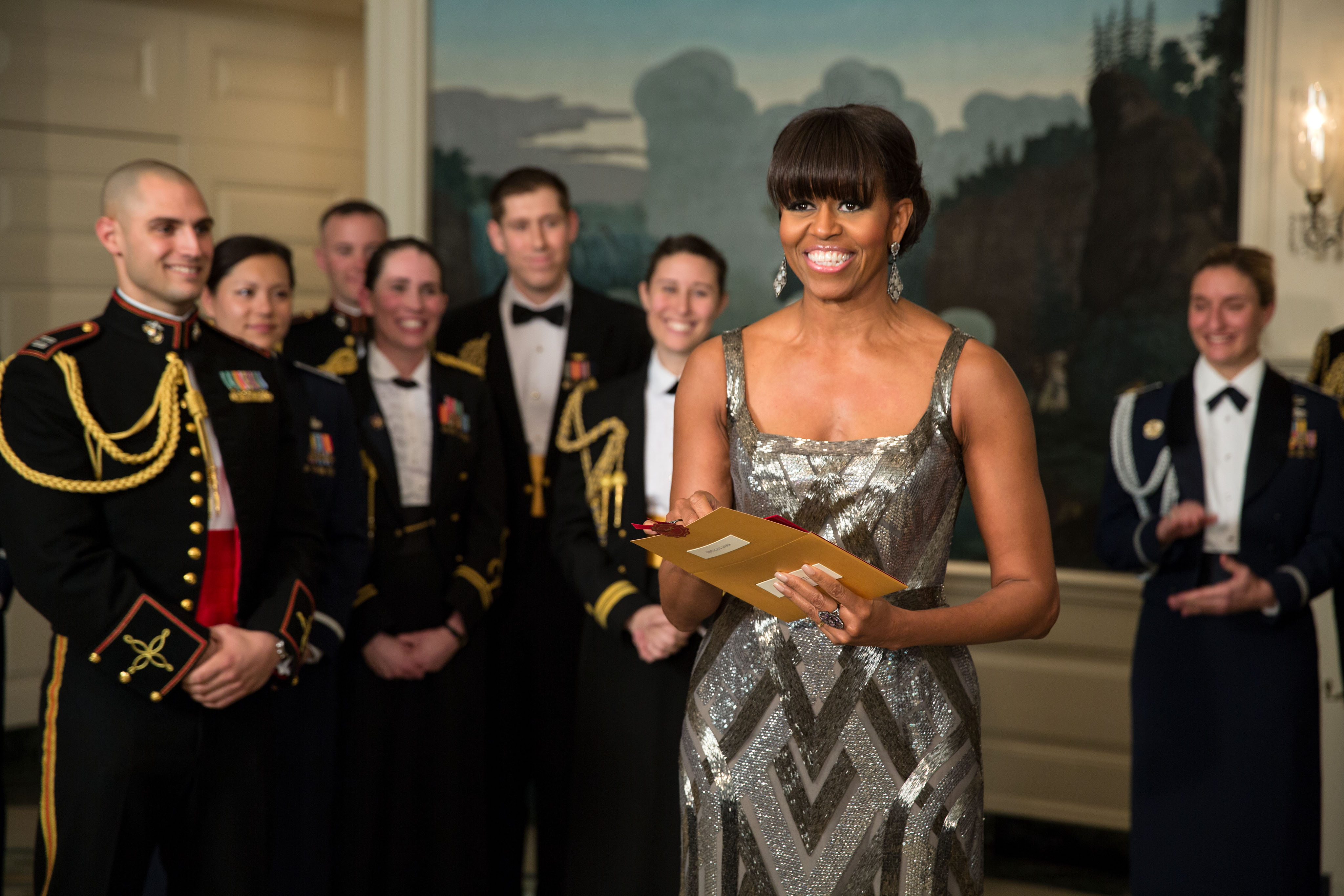
La Première Dame Michelle Obama annonce depuis la Maison-Blanche le vainqueur de l'Oscar du meilleur film.

La 85e cérémonie des Oscars a pour la première fois affiché un thème : les comédies musicales. Elle a donc honoré les films comme Chicago, Dreamgirls, Les Misérables, avec des références à La Mélodie du bonheur (The Sound of Music) ou La Belle et la Bête (Beauty and the Beast),. De plus, de nombreuses musiques de films ont été diffusées entre les segments, y compris la bande originale de Les Dents de la mer (Jaws) de John Williams, utilisée pour inviter les gagnants à quitter la scène après les 45 secondes réglementaires de leur discours.
La cérémonie a reçu des critiques mitigées sur Internet et dans la presse, notamment à propos de la prestation de Seth MacFarlane, à la fois saluée pour son humour et son sens du théâtre et critiquée quant à ses allusions sexistes, racistes, antisémites et homophobes,. La longueur de la cérémonie a, encore une fois, été critiquée, malgré des efforts de la production pour la raccourcir (elle a été moins longue que les cérémonies récentes avec un peu plus de 2h50 de spectacle).
La retransmission en direct sur ABC a été vue par 40,3 millions de personnes, soit une augmentation de 2 % par rapport à l'année précédente.